# كومبا (مدينة)
كومبا هي مدينة تقع في المنطقة الجنوبية الغربية غرب الكاميرون يقدر عدد سكانها بحوالي 400 ألف نسمة.